# Nawinka (rejon dzierżyński)
Nawinka (pol. Nowinka; biał. Навінка; ros. Новинка, Nowinka) – wieś na Białorusi, w obwodzie mińskim, w rejonie dzierżyńskim, w sielsowiecie Fanipol, nad Wiazynką.

## Historia
Do 1991 w granicach Związku Sowieckiego. W latach 1932–1937 w Polskim Rejonie Narodowym im. Feliksa Dzierżyńskiego. Od 1991 w niepodległej Białorusi.